# 北方鬚鰍
北方鬚鰍（學名：Barbatula nuda）為輻鰭魚綱鯉形目條鰍科鬚鰍屬的其中一種。分布於亞洲日本、朝鮮半島及中國東北、內蒙古及新疆淡水流域，本魚體延長呈圓柱狀，口前下位，觸鬚3對，本魚體背部暗灰色，體側及背部有許多不規則黑褐色雲狀斑紋，腹部白色，魚鰭黃色，尾鰭截形略凹，背鰭及尾鰭各有4—5條黑點排列的斑紋，背鰭軟條10枚、臀鰭軟條8枚、脊椎骨40-42個，體長可達22公分，棲息在水質清澈、沙石底質的底層水域，以小型無脊椎動物、藻類為食，繁殖期在每年5-6月，可做為食用魚及觀賞魚。

## 扩展阅读
維基物種上的相關：北方鬚鰍